# Rejon atniński
Rejon atniński (ros. Атнинский райо́н, tatar. Әтнә районы) – rejon w należącej do Rosji autonomicznej republice Tatarstanu.
Rejon leży w południowej części kraju; jego ośrodkiem administracyjnym jest osiedle typu miejskiego Bolshaya Atnya. Rejon ma powierzchnię 681,4 km²; zamieszkuje go 12 553 osób (wg danych na rok 2021).

## Populacja
Region atniński jest bardzo monoetniczny, Tatarzy stanowią 98,6% mieszkańców. 